# Utbildning Nord

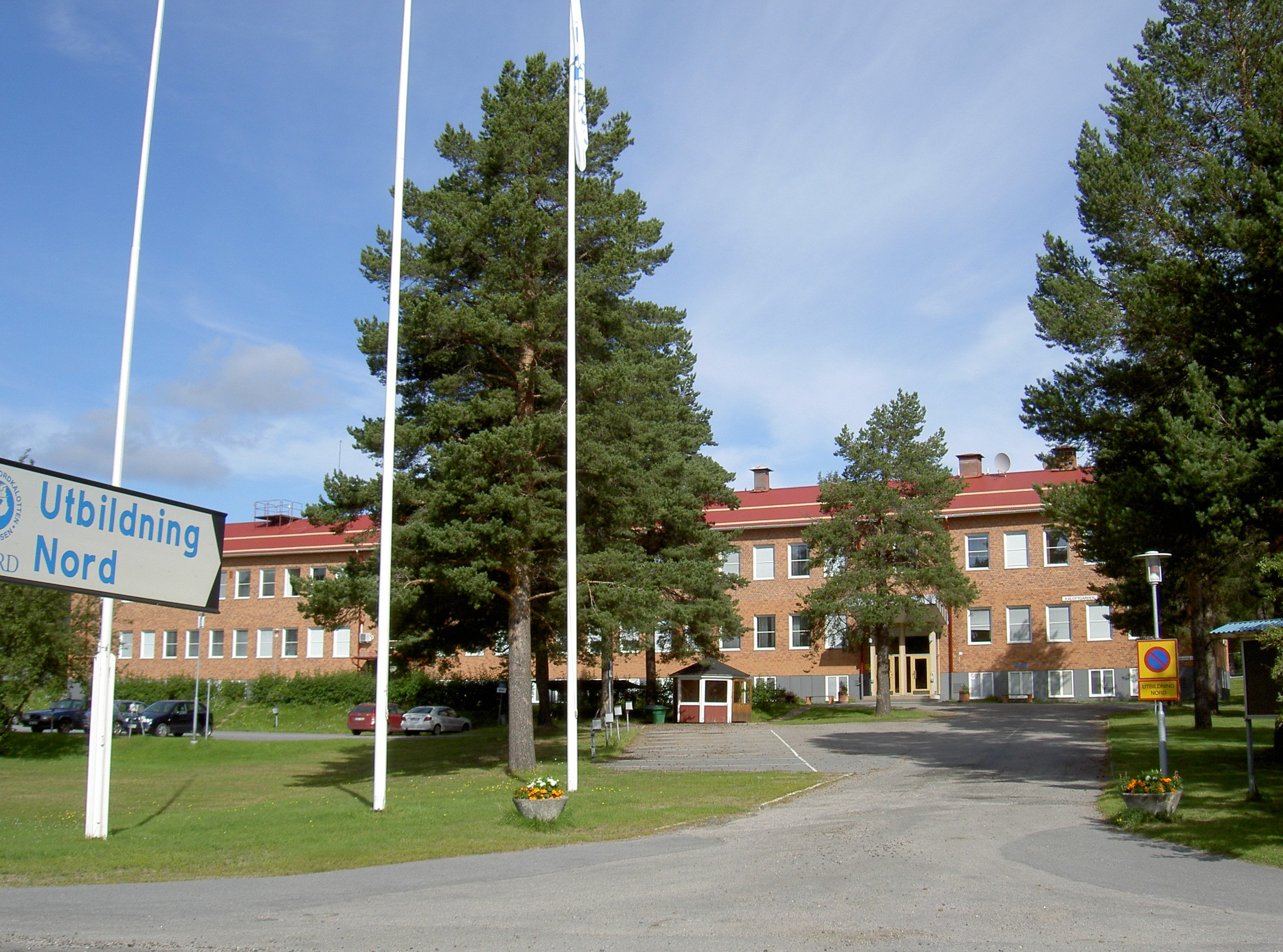
En av utbildningslokalerna i Övertorneå.

Utbildning Nord (på finska: Koulutus Nord; på norska: Utdanning Nord) är en utbildningsanordnare som sedan 1991 drivs av Stiftelsen Utbildning Nordkalotten med säte i Övertorneå, vars huvudmän är regeringarna i Sverige, Finland och Norge. Stiftelsen har att anordna utbildningar för de tre ländernas arbetsmarknaders behov, i synnerhet i de nordligaste delarna av länderna. Verksamheten startades 1970, då med namnet Nordkalottens AMU-center. Utbildning Nord har 285 utbildningsplatser per år. Totalt antal studerande är cirka 500.
För närvarande bedrivs yrkesinriktad utbildning och fortbildning inom områdena
- teknisk industri
- service och turism
- byggnadsteknik
- hantverk
- informationsteknik
- ekonomi

Utbildningarna bedrivs huvudsakligen i Övertorneå, där i den gamla yrkesskolans lokaler, där det också finns elevinternat. Granne med Utbildning Nord ligger Gränsälvsgymnasiet. Elevbostäder och utbildningslokaler finns också i Hedenäset.